# Łagoda (herb szlachecki)

Herb Łagoda, wersja upowszechniona od XVI wieku

Herb Łagoda, wersja pierwotna (XIV wiek)

Herb Łagoda, wersja przejściowa (XV wiek)

Łagoda (Połańce, Wierzynkowa) – polski herb szlachecki pochodzenia niemieckiego, noszący zawołanie Łagoda. Używany przez kilkadziesiąt rodzin, głównie z ziemi krakowskiej i sandomierszczyzny. Zaginął w XVI wieku. Znany głównie jako herb patrycjuszowskiej rodziny Wierzynków.

## Opis herbu
Opis z wykorzystaniem klasycznych zasad blazonowania:
Pole dwudzielne w pas, od czoła czerwone, od podstawy srebrne. Klejnot: Trzy pióra strusie. Labry czerwone, podbite srebrem.
Forma podana w opisie ustaliła się dopiero w XVI wieku.
Józef Szymański, za Marianem Haisigiem (Sfragistyka szlachecka) przytacza najstarszą formę tego herbu - w polu głowica, barwy nieznane (pieczęć z 1359 Mikołaja Wierzynka). 
Zapiska herbowa z 1446 prezentuje jeszcze inną formę, w której w polu srebrnym, pas czerwony.
W średniowieczu, nieznany był klejnot herbu.

## Najwcześniejsze wzmianki
Herb znany w średniowieczu. Najstarsza pieczęć, z 1359 roku, należała do protoplasty rodu Wierzynków, Mikołaja Wierzynka, stolnika sandomierskiego. Najstarsza zapiska z 1446 roku. XVI-wieczne przedstawienia herbu pochodzą z kontynuacji Klejnotów Długosza w redakcji Kamyna, arsenalskiej i Łętowskiego, Gniazda cnoty Paprockiego, Kroniki Bielskiego i Stemmata polonica.

## Etymologia
Wierzynkowa (w dokumentach łacińskich jako Wierzinkowa) to nazwa imionowa, mająca odniesienie w nazwie osobowej. Podobną etymologię ma nazwa i zawołanie Łagoda (Lagoda). Połańce (Polanczye) to nazwa topograficzna, od miejscowości Połaniec.
Stanisław Dziadulewicz utożsamia z herbem o nazwie Połańce nieznany z wizerunku herb Bienia. Pogląd taki odrzuca S. Zachorowski, a za nim Józef Szymański.

## Herbowni
Tadeusz Gajl wymienia następujące rody herbownych uprawnionych do posługiwania się tym herbem:
Gaboński, Gardlicki, Garlicki, Łososiński, Łososki, Nieskiewicz, Platemberg, Smogorzewski, Smoszewski, Stroński, Śledziejowski, Śledziowski, Walter, Watkowski, Werejko, Werenko, Wernecki, Wernicki, Wernihowski, Wernik, Wernikowski, Wierejko, Wierzynek. 

### Znani herbowni
- Mikołaj Wierzynek (starszy) - stolnik sandomierski, protoplasta rodu.
- Mikołaj Wierzynek (młodszy) - według Długosza organizator Uczty u Wierzynka.